# Erich Scheffler
 Erich Willi Walter Scheffler (* 24. August 1898 in Berlin; † 6. Juni 1945 in Berlin) war ein Berliner Spediteur, dessen Firma am Abtransport von Juden in die Vernichtungslager beteiligt war, der aber auch einzelne Juden vor dem Abtransport in die Vernichtungslager bewahrte.

## Leben
Erich Scheffler wurde als Sohn des Gürtlers Gustav Adolf Scheffler und dessen Ehefrau Charlotte geb. Hinze geboren.
1940 hatte Erich Scheffler in Berlin eine Speditionsfirma gegründet, deren Sitz sich zwischen dem Sammellager in der Großen Hamburger Straße 26 und dem Judenreferat der Berliner Gestapo in der Burgstraße 28 befand.
Spätestens ab Sommer 1942 übernahm Scheffler Aufträge von der Gestapo, indem er Lastwagen, Möbelwagen und Fahrer für Zwangsräumungen von Wohnungen, Gefangenentransporte und Überführung von Maschinen und Gerät in das 
Ghetto Litzmannstadt zur Verfügung stellte. In der Firma selbst arbeiteten rund 50 jüdische Zwangsarbeiter.
Scheffler und seine Frau Charlotte, geb. Buxel verhalfen andererseits, unterstützt von ihrer Tochter Anneliese und deren Mann Johannes Draheim, von 1943 bis Kriegsende jüdischen Nachbarn und Mitarbeitern der Firma, die Verfolgungen zu überleben. 
Als Verstecke dienten ihnen sowohl das Privathaus im damaligen Dorf Marzahn, Schönagelstraße 20, als auch das Büro der Spedition im 1. Stock des Hauses Große Präsidentenstraße 9 in Berlin-Mitte. Im selben Haus betrieb R. Kühnel, der mit einer Jüdin verheiratet war, eine Zigarrengroßhandlung. Nachdem Kühnel Anfang August 1944 bei einem Verhör durch die Gestapo zu Tode gekommen war, musste seine Frau mit den Kindern untertauchen und fand bei Schefflers in Marzahn von August 1944 bis Februar 1945 Unterschlupf, wo man sie als Familienmitglieder ausgab. Danach verhalf man der Familie zur Flucht nach Goslar.
Jaques Abraham war 1933 als Angestelltenvertreter im Betriebsrat eines  Kaufhauskonzerns fristlos entlassen worden, weil er Jude war. Da er mit einer christlichen Frau verheiratet war, wurde er nicht in ein Lager abtransportiert. Nach Kriegsausbruch wurde er als Zwangsarbeiter bei der Reichsbahn eingesetzt. Später bekam er eine Arbeit als Möbelträger bei der Spedition Scheffler. Im Januar 1945 wurde Abraham verhaftet wegen „Führerbeleidigung“ und „Defätismus“. Frau Abraham bat Erich Scheffler um Hilfe, der Abraham mithilfe von einigen tausend Zigaretten und mehreren Flaschen Sekt und Cognac freikaufen konnte.  Jaques Abraham versteckte sich dann bis Kriegsende im Keller des Hauses Boddinstraße 9. 
Durch einen heimlichen Großtransport rettete Erich Scheffler zudem viele Thorarollen der Jüdischen Gemeinde. 
Scheffler soll nach dem Einmarsch der Roten Armee erschossen worden sein, weil er Vergewaltigungen entgegentrat. Seine Todesurkunde gibt als Todesursache „Feindeinwirkung. Sehnenverletzung u. allgemeine Blutvergiftung. Gelbsucht. Akute gelbe Leberakophie“ an. Er verstarb am 6. Juni 1945 um 20:20 Uhr in der Turmstraße 21 im städtischen Robert-Koch Krankenhaus in Berlin.

## Weblink
- Berlin.de zur Geschichte der Firma Scheffler